# 和田アキ子
和田 アキ子（わだ アキこ、1950年4月10日 - ）は、日本の歌手、タレント、司会者、女優、ラジオパーソナリティ。所属芸能事務所は株式会社ホリプロ（在籍期間は女性タレント及び全体で最長）。所属レコード会社はユニバーサルミュージック。
本名は飯塚 現子（いいづか あきこ、旧姓：和田）。在日韓国人として出生し、その後日本へ帰化。帰化前の本名は金 福子（キム・ポクジャ、김 복자）で、通名は金海 福子（かねうみ ふくこ）。
愛称はアッコ、アコ、ゴッド姉ちゃん。

## 略歴

### 幼少期
天王寺区にある大阪市立真田山小学校を卒業後、私立城星学園中学校へ入学。そのまま私立城星学園高校に進学するも、父親に反発したことがきっかけで勝手に退学届を提出されたため、在学期間はわずか2、3日間で中途退学となった。
小学5年生の頃に洋楽に憧れ、15歳の頃からジャズ喫茶やゴーゴークラブで歌い始める。174cm（デビュー当時）の長身から発せられるパワフルな歌声は評判を呼び、ホリプロ（当時の社名は「ホリプロダクション」で、小規模事務所だった）社長・堀威夫直々にスカウトされる。当時はグランプリズ（夏夕介が在籍）というバンドを組み、大阪と神戸三宮で活動していたが実際にデビューできたのはボーカルの和田とオルガンの夏のみであった。芸名の「アキ子」の「アキ」がカタカナなのは、本名の「現子」が普通に読めないため、当時のホリプロの社長が付けた。本名は当て字である（詳しくは「氏名の読み」を参照）。

### 芸能活動
デビュー当時のキャッチ・コピーは「和製リズム・アンド・ブルースの女王」。
1968年（昭和43年）10月25日、「星空の孤独」でレコードデビュー。1969年4月25日（昭和44年）、2枚目のレコード「どしゃぶりの雨の中で」が17万枚のスマッシュヒットを記録する。
1970年（昭和45年）、20歳になり『女番長・野良猫ロック』（日活）で映画初主演を果たす。同年、「笑って許して」でNHK『第21回NHK紅白歌合戦』に出場し、『NHK紅白歌合戦』初出場を果たす。紅白にはこれを含めて通算39回出場し、紅組司会を計3回、紅組トリを計7回（うち1回は大トリ）を務めた（2023年時点。紅白について詳しくは、後述）。
1972年（昭和47年）、「あの鐘を鳴らすのはあなた」で第14回日本レコード大賞最優秀歌唱賞を受賞。1973年（昭和48年）から日本テレビ『金曜10時!うわさのチャンネル!!』に出演し、番組内で「ゴッド姉ちゃん」と呼ばれて人気を博した。以後、歌手業を続けながら様々なバラエティ番組にレギュラー出演した他、多数の冠番組などで司会者としても活躍。
32歳の時に子宮癌により子宮を摘出し、この時は子供が出来なくなったショックで、神様を呪ったとのこと。
1985年（昭和60年）10月、生放送のバラエティ番組・TBS『アッコにおまかせ!』が放送を開始し、以後長年に渡り司会を担当（2024年現在）。
1987年度（昭和62年度）の日本女性放送者懇談会賞（現：放送ウーマン賞）を受賞した。
2005年（平成17年）7月13日付のオリコンチャートでm-floとのコラボレーション作品「Hey!」が初登場9位を記録し、自身33年ぶりとなるTOP10入りを果たす。
2008年（平成20年）、競艇（日本モーターボート競走会）のイメージキャラクターとなる。同年9月29日にはデビュー40周年記念として、ニューヨークのアポロ・シアターで、日本人・東洋人のソロ歌手としては初となる単独公演「40th Anniversary Concert "Power&Soul"」を行った。
2021年（令和3年）4月より、所属レーベルをこれまでのテイチクエンタテインメント / ユニオンレコードからユニバーサルミュージックに完全移籍。年内に新作のオリジナルアルバムを発売予定であることも発表された。フレデリック提供の「YONA YONA DANCE」をリリース。TikTok内で5億再生を記録し、TikTok流行語大賞2021 特別賞を受賞。
2023年（令和5年）3月にmeiyo提供の「KANPAI FUNK」をリリース。

## 人物

### 出身
大阪府大阪市天王寺区舟橋町。朝鮮系日本人であり、帰化時の官報では1949年（昭和24年）生まれとなっている。使用言語は、大阪弁を中心とした関西弁であり、標準語を使用することもある。
済州島出身者の父と、朝鮮半島出身者の母を持つ在日韓国人2世で、当時の本名は金福子、通名は金海福子だった。4人兄弟の長女で、下に3人の弟がいる。父は柔道の師範で大阪環状線鶴橋駅の近所にある自宅で柔道場「金海道場」を開き、母は乾物屋を営んでいた。『週刊文春』のインタビューで、「『自分は日本人ではない』と知ったのは中学生の頃。区役所に行って分かった」と語っている。
芸能界デビュー時に、在日韓国人だと分かる名前をまずいと思った父親が、既に帰化していた和田の叔父の養子にしてもらい、同時に名前も「現子」と改名して「和田現子」となり、本人も日本に帰化した。

### 学生時代
父親は柔道の道場を開いており、和田の持ち前の大きな体もあり、中学1年生の頃すでに柔道初段だった。父親は礼儀作法・しつけに厳しく、全てのことは男性優先で男尊女卑、父の前では正座・敬語を使わなければいけないなどの厳しい家庭環境で、まだ小学生だった和田を殴りつけるなど、たびたび鉄拳制裁・暴力を加えられることもあった。当時の楽しみは、弟たちとホームドラマを観ることだった。
中学からミッションスクールに進学したが、上記の理由により父を憎んで反発。中学2年生の頃には不良番長として子分を従えて歩き、飲酒・喫煙を繰り返し、大阪ミナミの繁華街を縄張りにし「ミナミのアコ」と呼ばれ恐れられていた。
その後エスカレーター式に高校に進学したが、3日目に父に「お前のような不良がいると学校の迷惑になる」と、退学届を勝手に出されて中退。この行為に我慢できず、憂さ晴らしに不良仲間とミナミなどに訪れては、他の不良たち相手にケンカを売ったり買ったりの日々を送る。以前から柔道をやっていたことや背が高いこともあり、ケンカは強かった。
ある日、不良仲間とミナミのジャズ喫茶「ナンバ一番」に訪れ、ステージで歌唱中の歌手にヤジを飛ばしたことがきっかけでステージで歌い始め、和田の歌唱が評判となった。後日この噂を聞きつけて東京からやって来た堀威夫から「あなたと一緒に世界で勝負したい」と熱心にスカウトされ、プロの歌手になることを決めて上京した。

### デビュー前・当初
上京からしばらくは、横浜にあった堀の実家で下宿生活を送った。初期に、会社が「R&B歌手なので世界に通用するような洋モノの名前がいい」ということから芸名が「マーガレット和田」になりかけたが、名前とイメージが合わず結局本名からとって「和田アキ子」でデビューすることとなった。デビュー曲「星空の孤独」は売れなかったため給料が安く、日々の食事代に事欠くほどだった。
デビュー当初は長身かつ大柄な体格・低音の効いた声が原因で、横柄な態度を取っていないにもかかわらず先輩歌手から「態度がでかい」等といじめられる。楽屋（女性歌手たちの大部屋）に入ると「男（和田）がいるから着替えられなーい！」と大声でいびられたり、白色の新しい靴に黒のマジックで「バカ」と書かれた。他にも数え切れない理不尽・陰湿ないじめ（メイク改造論、花束が菊の花、靴に男女と書かれる等）に遭い「私が一人前になったら、そういうことはしないようにしよう」と誓う。
芸能活動の初期に二、三の映画に主演、準主演しているが、現場の印象が非常に良くなかったため、長らく日本映画界とは距離を置いている。その後はごくまれにゲスト出演する程度であり、旺盛な芸能活動の中では映画の比率は無に等しい。テレビドラマへの出演も、滅多に無い。

### 飯塚との結婚と子宮がん
夫の飯塚と入籍したばかりの1981年の夏、体の不調を感じて聖路加国際病院で当初“子宮筋腫”の診断を受け、そのまま入院。しかしその後、飯塚と和田の母が真っ赤な目をして和田の病室に戻ってきて、「さっき子宮がんということが分かった。今全摘すれば治るから手術の承諾書にサインしてきた」と告げられた。以前からたくさん子供がいる温かな家庭を作るのが夢だった和田は、大きなショックを受けた。
手術は成功したが、本人にとって「人生で一番辛い時期」となり、子供が産めなくなったため数日後飯塚に離婚を切り出した。しかし飯塚から励まされて夫婦生活の継続を決め、退院後の同年10月に四谷の教会で結婚式を挙げた。

### 喫煙歴と禁煙
かつてはヘビースモーカーで、不良になり始めた中学生の頃から煙草を吸っており、成人式の際の記者会見では冗談交じりに禁煙・禁酒を宣言したこともあった。禁煙に成功する前は一日3箱、特に麻雀をやっていた時は1カートン（200本）は吸っていた。以前から何度も禁煙を試みるも失敗し、一時期禁煙に成功するも数年後に喫煙を再開。しかし2007年7月に『アッコにおまかせ!』の企画で出川哲朗・松村邦洋らと人間ドックを受けたところ「肺気腫の疑い」との診断を受け、翌年、9月に念願のニューヨーク、アポロ・シアターでの単独コンサートを控えていたことから精密検査を受け、「慢性中等度閉塞性呼吸不全」（中程度の慢性閉塞性肺疾患〔COPD〕）との診断を受ける。この際、医師から「完全な肺気腫で、（このままの生活を続ければ）将来的に歌が歌えなくなる」と“歌手生命の危機”を告げられる。その後、盆休みでロンドンに滞在していた時心臓発作を起こしたこと（これも喫煙が原因で、血管の石灰化を起こしていた）、姪やイチローをはじめとする周囲の友人、アッコファミリーからの説得、そしてカンニング竹山からの愛のこもった強い説得が決定打となり、2008年（平成20年）8月25日から周りのサポートを得ながら禁煙を開始し、2009年（平成21年）1月1日に完全禁煙を宣言。2009年（平成21年）8月に禁煙1周年を迎えた。こうした経験から2011年5月には「COPD広報大使」に任命されている。

### 性格
動物が苦手で、特に犬や蛇などの爬虫類が大の苦手。
前述の理由から子供を産むことができなかったため、大の子供好きである。
デビュー前、地元大阪では女番長（当時の類語としてズベ公、スケバン）として名を馳せていたものの、唯一沢田研二（正義感が人一倍強く、血気盛んだった）にだけは頭が上がらず、睨まれ縮こまってしまったほどである。
毒舌で体が大きく、また酒豪で暴力をふるう・喧嘩っ早いというイメージが強いが、その一方寂しがりや・恐がりで家事好き、意外に繊細な泣き虫である。可愛がっている芸能人を自宅に招待して酒を飲みつつ手料理を振る舞ったり、自宅に泊めたりしている。また昔から仲間うちで集まり酔って大騒ぎ・悪ふざけ・無茶ぶりをすることもあり、若い頃は泥酔して何も覚えていないこともしばしばあった。これが和田にまつわる酒席での数々の恐怖のエピソードとなる。一方、前述の通りの家庭環境や山岡久乃との関係から礼儀作法や不義理、また遅刻・番組収録時間の押しには厳しいが、身内に対しては甘いきらいがあり、特に非常に可愛がっていた芸能人の不祥事に関しては触れたがらなかったり言葉を濁したりすることも多い。ただし犯罪を犯したり反社会勢力との交際の疑いで引退した芸能人については、身内であっても一切の連絡を絶つことにしており、年賀状のやり取りすらも行っていない。
一緒に飲みに行った芸能人がテレビ番組などで、夜中に電話で呼び出される・毎晩飲みに誘われる・朝まで説教された・酒を飲んで暴れるというエピソードをよく語るが、和田は「若い時はいざ知らず現在はそんな体力はない」「虚像の“和田アキ子”のイメージばかりが先行する。」と否定しながらも、「それが、“和田アキ子”のイメージならそれでいい。酒飲まない、暴れない、説教しない“和田アキ子”なんて“和田アキ子”じゃない。」と語っている。
あがり症で、コンサート・音楽番組に出演する際は過剰に緊張してしまい、本人いわく「心臓は止まりそうだし冷や汗は出るし、背中はびっちょりだし脇の下もびっちょり」で、カンニングペーパーがあっても1番の歌詞を何度も歌ってしまうこともよくある。また紅白歌合戦では、ステージ袖では毎回緊張のあまり手が震えて水を飲むのもやっととのこと。その一方で、バラエティ番組では基本的に一切あがらない。また楽曲のレコーディングでは、誰かの視線を感じると緊張でベストコンディションで歌えなくなってしまうため、誰からも覗かれないようにカーテンを閉め切り、真っ暗な中で譜面台の明かりだけをつけてレコーディングを行う。
暗い所が大嫌いである。

### 歌手として
タレントとしてよりも歌手としての和田については評価される傾向があり、親交のあるカンニング竹山は和田の歌唱力をエラ・フィッツジェラルドに例えている。
中学時代からレイ・チャールズのファンである。中学生の頃から独自に歌を歌い始めたきっかけは、レイの歌の素晴らしさに加え、黒人で視覚障害者である彼の“差別に負けない生き方”に共感したこと。和田のデビュー30周年のライブでは、レイがわざわざ来日してゲスト出演してくれたとのこと。
このため歌手業においてレイの影響を公言し、初期の公演実況録音盤では、ブラッド・スウェット・アンド・ティアーズ、チェイスなどのカバー曲をステージレパートリーにしていたことが知られている。映画やテレビ出演々技とは一方で楽曲「あの鐘を鳴らすのはあなた」の成功から、独特な合いの手、シャウト（アー！、ハッ、Come on!、ハッシッシッシ・・・、など）和田の個性的な歌唱上の特徴を控えたもので1973年から放映NHK教育の人形劇「プルルくん」主題曲担当など、児童の合唱曲模範になる録音を残している。
40周年ではニューヨークのアポロシアターで東洋人初のワンマンライブを実現。2022年に変形性股関節症になり、膝に水がたまった影響で、しばらくはお腹に力が入らなくて歌えない状態となった。

### 実業家
2007年（平成19年）4月10日、東京・西麻布に和食屋「わだ家」をオープン。後に東京と大阪を中心に6店舗が展開。和田は監修という立場で、経営は夫の会社である株式会社エー・アンド・ケイが行っている。1980年代には美容院を経営していた。

### 誕生パーティー
毎年、和田の誕生日パーティーは、多くの芸能人を招待して行われることで有名である。例として、2008年の誕生日パーティにはみのもんた・高田純次・陣内孝則等の大物芸能人や、番組共演者とアッコファミリーの出川哲朗・勝俣州和らが参加している。

### テレビ出演
全国ネット番組では基本的に標準語で話すが、関西出身者との共演、ドラマで関西出身の人物を演じる時には関西弁を使う。また『ラブアタック!』など、視聴者参加番組で関西から来た参加者にインタビューする際も関西弁で会話する。
先述通り、『森田一義アワー 笑っていいとも!』の看板コーナー『テレフォンショッキング』において、単独最多出場ゲストである（通算22回出演）。
なお、大阪制作の番組でのレギュラー出演は少なく、また『ラブアタック!』を最後に大阪制作のレギュラー番組を持っていない。

### 芸能界のご意見番
出演する番組や記者会見において、他の芸能人や『NHK紅白歌合戦』の出場者、放送内容に対する辛口コメントが多く、マスコミはそのコメントを採り上げることが多い。特にプロ意識に欠ける言動があった芸能人については辛辣な口調で批評する。「芸能界のボス」「芸能界のご意見番」の異名はこれに由来する。
本人は「芸能界のご意見番」と呼ばれることは嫌っており、「言われているのなら返上する」「オブラートに包んでいるつもりなんだけど、声もよく通るし迫力があるから。他の人で“そこまで言っていいの?”っていっぱいいる」と自身よりも過激な発言をする人物がいるのに、自身の発言が目立って取り上げられることに不満を見せている。
2016年まで10回行われている週刊文春の「女が嫌いな女」のランキング開始以降、常に上位に位置している。2013年で初めて1位になり、2015年の2回連続で1位となり、嫌いな理由として「威張り過ぎ」、「大物ぶって鼻につく」、「見ただけで不愉快になる傲慢な態度。ときどき小心者ぶるところがさらに不愉快」、「自分の親しい人ばかりかばうご意見番なんて嫌だ」などが挙げられた。2016年の調査でも2位のベッキーを大きく引き離して3回連続で1位となり、嫌いな理由として「身内びいきなことが多々あるので、もういい加減ご意見番から引退してほしい」、「とにかく偉そうなところが鼻につく」などが挙がった。
上記に絡み、和田と縁の深い竹山隆範は「アッコさんは我々も暴力性とかネタにしちゃってる部分があるけど、日頃は凄く女性で付き合いやすい六十代のおばさん。でもここまで来られたそれはバレないで女に嫌われるナンバーワンでいてほしい。それが和田アキ子だからと。」コメントした。その一方、産業能率大学の「新入社員の理想の上司」調査では、現行の調査方法になった1998年度から2013年度まで必ず10位以内にランクインしていた。逆に2016年「上司だったら面倒な女性芸能人」では2位の泉ピン子に大差をつけて1位になった。また老害だと思う芸能人でも2位の張本勲に倍以上の大差で1位になった。
上記のいわゆる「上から目線」は反省する面があると自覚しており、なぜ年々発言が過激になっているかについて、最大の理由は「所属事務所のホリプロのみにとどまらず芸能界全体において先輩の刃向かえない立場の芸能人の死去や引退等による『叱ってくれる人がいなくなった』」と自身の番組やゲスト出演した番組で何度も挙げており、そのまま自虐ネタにするときもある。
2007年（平成19年）の『第58回NHK紅白歌合戦』に初出場した杉本真人について「ぜんぜん知らない人」と番組中に発言した。しかし、過去に杉本から和田へ楽曲が提供されていたことが後に分かり、『アッコにおまかせ!』放送中に土下座して謝罪したこともあった。
政治的には、安倍晋三や父親の安倍晋太郎との友好関係もあり、保守的な思想が強く、2024年に発生した中国籍の男による靖国神社への落書き事件に怒りを露にするなどしている。また、同年6月に放送された『アッコにおまかせ!』では、小池百合子に好意的な発言をし、斉藤蓮舫を批判する発言を行った。

## 芸能関係者との交友・関係

### 歌手、俳優との関係
いしだあゆみとは、デビュー当時から親しくしていた先輩歌手である。 当時は個人の楽屋がなく、先輩たちから「男がいる」と言われたり、靴に落書きをされたりすることもあった。トイレで泣いたことも何度もあり、辛いこともあったが、いしだがいつもかばってくれ、「ほっとき。相手にせんでええ。歌だけちゃんと歌えばいいから」と慰められていた。 歌番組が一緒になると必ず隣にいて、同じメーカーの香水をつけたり、たばこを吸ったり、普段着で似たようなスーツを着る等、真似をする程大好きであった。2020年4月3日には2人で一緒に徹子の部屋に出演する等、長く交流が続いていた。2025年3月11日にいしだの訃報を聞き、コメントを求められた際は、「私の中でずっと思い出せるから言えない」と出せる状況では無いくらいにぼーっとする日が続いたという。
山岡久乃とは、1973年（昭和48年）、TBS系ドラマ『あんたがたどこさ』で初共演して以来、山岡を「（芸能界での）おっ母（かあ）」と呼び、深く尊敬するようになった。
森繁久弥とは、ドラマ『桃から生まれた桃太郎』『あんたがたどこさ』での共演を機に知り合い、大御所だった森繁になぜか気に入られるようになった。和田は、母親同然に可愛がってくれた人を含む“4人の母”の中の一人として、森繁の妻・森繁杏子を挙げて感謝している。和田は森繁のことを親しみを込めて「森繁のじい」と呼んでいた。
水前寺清子とは、1970年代に確執が囁かれ、水前寺が和田のレギュラー番組から出演オファーがあった際、「アコが嫌いだから出演しない」と断り、それを聞き和田が涙をこぼしたと『女性自身』（1974年2月9日号）に報じられた。水前寺は2016年11月4日放送のフジテレビ『ダウンタウンなう』で、「週刊誌に（番組に）出てくれないんで、一晩中泣いたと書かれたんですよ。その時に、私はあの方が元気いいところを知ってましたんで、『泣くタマか!』と言ったのは覚えています。売られたケンカは買います。この事件は、（喧嘩を）売られたと思いましたから。私が全く知らないところでこういうことがあって、『一晩泣いた。どうしてくれるんですか?』って言われたんで。『泣くタマか』って言ったのは、今でも本当に申し訳なかったと思います。アッコちゃんは、本当に今はとってもよくしてくださるし、優しいです」と語った。
紅白の出場歌手が発表される以前から衣装を制作している小林幸子に否定的な考えを持っており、この件がきっかけで2人の間に確執が生じた。もっとも小林とは1986年には週刊誌上で不仲さが取り沙汰され、1990年代に入っても和田は「あの小林幸子の衣装はなんだ」とことあるごとに文句を述べていた。小林は和田の意見に対し、「（紅白の衣装は）見ている人に楽しんでもらおうと思ってやっている」「（紅白に）もし出場できなかったらコンサートで着ます」「アッコちゃんは私よりも年上だけど、芸能界では私が先輩なんですから、陰でコソコソ言わないで何か意見を言いたいのならばじかにはっきりと私に言いに来たらいいのに」などと当時のワイドショーのインタビューなどで反論している。なお、和田は小林本人の前で批判は行わない。
今陽子とは親友の間柄で50年以上に渡る交流がある。

### お笑いタレントとの交友
大のお笑い好きで知られる。歌手でありながらお笑いタレントとの親交が深くタモリ・ビートたけし・明石家さんま・島田紳助・横山ノック・上岡龍太郎・せんだみつお・爆笑問題・ダウンタウン・博多華丸・大吉・品川庄司・ライセンスの藤原一裕や、アッコファミリーの松村邦洋・出川哲朗・勝俣州和・カンニング竹山・有吉弘行・ますだおかだ・よゐこ・陣内智則などと親交がある。
タモリとは『金曜10時!うわさのチャンネル!!』で共演して以来、親交がある。笑っていいとも!のテレフォンショッキングでは番組開始から5日目の1982年10月8日に初出演しており、同コーナーにおいて、単独最多出演ゲスト（22回）である。またタモリ、ビートたけし、明石家さんまのお笑いBIG3とも親交が深く、ドラマ和田アキ子殺人事件では3人と共演している。
上記親交のある芸人の中でも特にデビュー当時の島田紳助は、元不良ということもあり非常に悪い態度だった。しかし、ある番組のゲストとして紳助が来た際に、彼の芸能人としての大きな可能性を和田は予感し、自身が司会を務める『歌のトップテン』で共演。また楽屋を同じ部屋にするなど、自らしつけ係を買って出た。このことがきっかけで紳助とは自他認める弟分という意味も込めた親友的な存在となり、自身の悩み等いろいろと相談できる間柄となった。『歌のトップテン』、『B.C.ビューティー・コロシアム』では司会コンビを組む（『毛髪クリニックリーブ21』のCMでも共演）。
元芸能人で、『ラブアタック!』などで共演した横山ノックや上岡龍太郎とも親交がある。上岡とは大阪にいた頃からの友人で、横山ノックも素人時代から芸能界入りしても面倒を見たため「親代わり」や「保護者」と和田自身が語り、ノックもこれを容認していた。このこともあり、横山と上岡が司会をしていた『ラブアタック!』の司会に和田が3人目の司会者として就任する際には、当時準メイン司会者だった横山は和田にその座を譲り、自らはサブ司会者に降格し、以後番組終了まで横山は和田のサポートしていた。
出川哲朗が『徹子の部屋』にゲスト出演した際に黒柳徹子と対談した際の内容によると、出川を楽屋に呼び出した後、見られるのが恥ずかしいという理由で、楽屋に居たスタッフやマネージャーを全員退出させてからバレンタインチョコを渡すという一面もあるという。

### その他の交友
政治家の安倍晋三とは食事をする場所が同じということなどの共通点から親交があった。晋三の父親の安倍晋太郎にも可愛がられていたという。
プロレスラーのザ・デストロイヤーとは金曜10時!うわさのチャンネル!!で共演し、本人が亡くなるまで親交があった。

## その他エピソード
1972年に日本レコード大賞最優秀歌唱賞を受賞した際、待機する客席で名前を呼ばれた瞬間号泣して興奮状態となり、そばに座っていた沢田研二（同賞の候補者の一人）の腕を思わずつかみ、無関係の彼を連れたまま壇上に上がるという一幕があった。
1973年からのバラエティ番組『金曜10時!うわさのチャンネル!!』では「ゴッド姉ちゃん」として、せんだみつお、湯原昌幸、ザ・デストロイヤーらとドタバタギャグを繰り広げた。姐御肌のキャラクターや、女性としては高い身長、靴のサイズの大きさ (27cm) などにより、和田の「デカくて・コワい・強い」というイメージが全国的に広まった。しかしその後、「ゴッド姉ちゃん」のイメージ定着を嫌ったことや、1978年（昭和53年）放送開始のドラマ『翔べ! 必殺うらごろし』（朝日放送製作、テレビ朝日系列へネット）への出演などがあり、歌手活動とテレビ番組出演との両立が困難になったことから、歌手に専念したいとの意向で、日本テレビへ強引に降板を申し入れた。これに絡んで、1979年（昭和54年）に『金曜10時!うわさのチャンネル!!』は打ち切りになった。この一件が原因で、以後2年間和田は日本テレビへの出入りが禁止されるなど両者は折り合いが悪くなった（後に和解）。また、同番組の降板時、レギュラー出演していた他のバラエティ番組も全て降板した。
1975年（昭和50年）、マチャアキのガンバレ9時まで!!（日本テレビ）の収録のために中野サンプラザに居た際に楽屋泥棒を捕まえ「警視総監表彰」を受け、当時の大手新聞各紙で大いに報じられたが、新聞紙面にて年齢が公表された件で事務所がデビュー時に決めたプロフィールとズレが生じ、以降プロフィールは訂正された。
和田が「どんぐりカット」と呼んでいる独特の髪型は、ライザ・ミネリの髪形を真似たものである。1976年頃にのどのポリープ手術で入院する際、入浴に制限があるため手入れがいらない髪形を探していたところ、たまたまライザ・ミネリの写真を見て気に入り、それを和田に似合うようにアレンジした。
2007年、2008年、2010年と大腸ポリープの手術を受けていることを明らかにしている。2010年に至っては8個のポリープを除去するために2回入院したと語っている。
化粧や嘘泣きができるので、女として産まれて良かったと思っていると語っている。
本人が事実と認めている伝説の一つに「CDが登場したばかりの頃、CDのケースを拳で割って開けていた」というものがある。本人曰く「CDケースの開け方がわからず、てっきり壊して取り出すものだと思っていた」「拳で割っていたのは最初だけで、痛いのでその後はハサミの柄などで割っていた」とのこと。
2000年2月3日、節分の豆を買いに外出したところ、自宅近くの交差点でライトバンにはねられ右足骨折で数週間入院。当時の東京スポーツの記事の見出しには、事実とは逆に「車が大破!」と書かれていた。
中央競馬と地方競馬の馬主資格を持っており、所有馬には「ルンバデブンブン」や「ダイナマイトソウル」等、自身の曲・アルバムのタイトルに因んだ名前を付けている。2004年（平成16年）11月28日には歌手として、東京競馬場で行われたジャパンカップのレース発走前に『君が代』を独唱し、同レースの優勝プレゼンターを務めた。
2008年（平成20年）3月3日、読売テレビ・日本テレビ系で放送のアニメ『ヤッターマン』中、大河原邦男のデザインによる和田をモデルにした三悪（ドロンボー）側メカ「ワダアッコー」とヤッターマン側ビックリドッキリメカ（ゾロメカ）「オマカセメカ」が登場。両機は自身の2008年（平成20年）4月23日発売のアルバムCD『わだ家』のジャケットの表紙に採用された。
和田のことをモノマネをするときによく歌われる『古い日記』の歌詞に出てくる、「ハッ!」という掛け声はスティービー・ワンダーを意識したものである。ちなみに本人曰く「ものまねは、瀬川瑛子さんのまねしかできない」という。
自身はプロ野球にはあまり詳しくないが、夫の飯塚、弟、現在のマネジャーは読売ジャイアンツファンであり、2015年の読売ジャイアンツ開幕戦（東京ドーム）では巨人カラーのオレンジのラインを入れた衣装で国歌斉唱を行った。
2014年6月、「夢は『いつも旬でありたい』ということ。でも、歌手という自負がなくなったらやめる」と自身の引退について語った。その上で「ドレスが唯一似合ってると思っているし。第2の和田アキ子はいないと思う。（体が）大きくなきゃだめだし、声もハイトーンではだめ。一代で終わるとしたら和田アキ子を全うしたい。まだまだやりたいこといっぱいある。頑張りたい」とも語り、引退はまだ先であることも仄めかした。なお、引退については幾度も考えたことがあるとのこと。
2016年8月20日放送のフジテレビ『ミュージックフェア』で「Pokémon GOにはまっている」と発言した。
できちゃった婚には否定的な考えである。
長く活躍していることもあり、知名度も高い。2020年7月22日に放送された『水曜日のダウンタウン』の「古今東西 日本人知名度ランキング」では、第6位 (94.0%) にランクインした。これは女性では第2位であり、男女関係なく歌手としてはトップである。

## 音楽
- いくつかのヒットを持つ和田だが、オリコン最高位はシングル2位[注釈 18]、アルバム25位である。2003年（平成15年）発売のシングル「トゥモロー〜ジョージアで行きましょう編〜」はオリコン77位（サウンドスキャンでは90位）を記録し、1992年（平成4年）発売の「愛、とどきますか」以来11年ぶりのオリコン100位以内ランクインシングルとなった。2006年（平成18年）発売のアルバム「今日までそして明日から」はオリコン76位を記録し、1972年（昭和47年）発売の「オリジナル・ゴールデン・ヒット集」以来34年ぶりのオリコン100位以内ランクインアルバムとなった。
- オリコン調べによる1990年代（1989年12月1日〜1999年11月30日）のレコード・CDのトータル売上金額は2億220万円で総合993位である[59]。
- 「あの鐘を鳴らすのはあなた」は自他共に認める和田の代表曲であり、多くの歌手によってカバーされている（詳しくは当該項目を参照）。同曲の歌詞にはベトナム戦争への反戦メッセージが込められているといわれ、1972年（昭和47年）の「第23回NHK紅白歌合戦」では当時のNHKに配慮して歌わなかった。

### シングル
- 1-32まではRCAレコード→RVCから発売。33-69はワーナー・ミュージックジャパンから発売。70-93はコラボ企画以外は原則的にテイチクエンタテインメントから発売。ただし、デビュー当時より原盤権は東京音楽出版→ホリプロ音楽事業部が一貫して管理している。過去音源の発売権も配信サービスにおいてはホリプロからユニバーサル・ミュージックに移行している。（2022年11月現在）
- 2017年10月25日より、一部のタイアップ曲[注釈 19]およびコラボ曲[注釈 20]を除くシングルほぼ全曲が、カップリング曲も含めダウンロード販売およびサブスプリクション配信を開始した。

以下は、別名義、コラボレーション含む。
| #                                                     | 発売日          | A/B面     | タイトル                                                                  | 作詞                | 作曲                   | 編曲                   | 規格品番   |
| RCA → RVC                                             | RCA → RVC       | RCA → RVC | RCA → RVC                                                                 | RCA → RVC           | RCA → RVC              | RCA → RVC              | RCA → RVC  |
| ----------------------------------------------------- | --------------- | --------- | ------------------------------------------------------------------------- | ------------------- | ---------------------- | ---------------------- | ---------- |
| 1                                                     | 1968年 10月25日 | A面       | 星空の孤独                                                                | 阿久悠              | ロビー和田             | 村井邦彦               | JRT-1004   |
| 1                                                     | 1968年 10月25日 | B面       | バイ・バイ・アダム                                                        | 阿久悠              | 村井邦彦               | 村井邦彦               | JRT-1004   |
| 2                                                     | 1969年 4月25日  | A面       | どしゃぶりの雨の中で                                                      | 大日方俊子          | 小田島和彦             | 山木幸三郎             | JRT-1020   |
| 2                                                     | 1969年 4月25日  | B面       | ボーイ・アンド・ガール                                                    | 大日方俊子          | 小沢良知               | 川口真                 | JRT-1020   |
| 3                                                     | 1969年 10月25日 | A面       | その時わたしに何が起ったの?                                               | 阿久悠              | 田口ふさえ             | 川口真                 | JRT-1043   |
| 3                                                     | 1969年 10月25日 | B面       | つれてって、何処までも                                                    | 大日方俊子          | むつひろし             | 川口真                 | JRT-1043   |
| 4                                                     | 1970年 3月25日  | A面       | 笑って許して                                                              | 阿久悠              | 羽根田武邦             | 馬飼野俊一             | JRT-1068   |
| 4                                                     | 1970年 3月25日  | B面       | 愛に証拠はいらない                                                        | 片桐和子            | 小谷充                 | 小谷充                 | JRT-1068   |
| 5                                                     | 1970年 7月5日   | A面       | さすらいのブルース                                                        | なかにし礼          | 鈴木邦彦               | 鈴木邦彦               | JRT-1087   |
| 5                                                     | 1970年 7月5日   | B面       | 男と女のロック                                                            | なかにし礼          | 鈴木邦彦               | 鈴木邦彦               | JRT-1087   |
| 6                                                     | 1970年 11月5日  | A面       | 貴方をひとりじめ                                                          | 阿久悠              | 羽根田武邦             | 馬飼野俊一             | JRT-1121   |
| 6                                                     | 1970年 11月5日  | B面       | 世の中さかさま                                                            | 海野洋司            | 田中正史               | 馬飼野俊一             | JRT-1121   |
| 7                                                     | 1971年 3月5日   | A面       | 卒業させてよ                                                              | 阿久悠              | 馬飼野俊一             | 馬飼野俊一             | JRT-1146   |
| 7                                                     | 1971年 3月5日   | B面       | 天使の告白                                                                | 阿久悠              | 川口真                 | 川口真                 | JRT-1146   |
| 8                                                     | 1971年 6月5日   | A面       | 天使になれない                                                            | 阿久悠              | 都倉俊一               | 馬飼野俊一             | JRT-1166   |
| 8                                                     | 1971年 6月5日   | B面       | 星のない女                                                                | 阿久悠              | 都倉俊一               | 馬飼野俊一             | JRT-1166   |
| 9                                                     | 1971年 9月5日   | A面       | 涙の誓い                                                                  | なかにし礼          | 川口真                 | 川口真                 | JRT-1186   |
| 9                                                     | 1971年 9月5日   | B面       | 男と女がいる限り                                                          | なかにし礼          | 川口真                 | 川口真                 | JRT-1186   |
| 10                                                    | 1971年 12月5日  | A面       | 夜明けの夢                                                                | 阿久悠              | 都倉俊一               | 都倉俊一               | JRT-1206   |
| 10                                                    | 1971年 12月5日  | B面       | 翼もないのに                                                              | 阿久悠              | 都倉俊一               | 都倉俊一               | JRT-1206   |
| 11                                                    | 1972年 3月25日  | A面       | あの鐘を鳴らすのはあなた                                                  | 阿久悠              | 森田公一               | 森田公一               | JRT-1216   |
| 11                                                    | 1972年 3月25日  | B面       | 誰もいない朝                                                              | 阿久悠              | 森田公一               | 森田公一               | JRT-1216   |
| 12                                                    | 1972年 6月25日  | A面       | 夏の夜のサンバ                                                            | 阿久悠              | 森田公一               | 森田公一               | JRT-1236   |
| 12                                                    | 1972年 6月25日  | B面       | チャンスは三度                                                            | 阿久悠              | 森田公一               | アワノケイイチ         | JRT-1236   |
| 13                                                    | 1972年 9月25日  | A面       | 孤独                                                                      | 橋本淳              | 筒美京平               | 筒美京平               | JRT-1256   |
| 13                                                    | 1972年 9月25日  | B面       | 心に灯をつけて                                                            | 橋本淳              | 筒美京平               | 筒美京平               | JRT-1256   |
| 14                                                    | 1972年 10月25日 | A面       | あなたにありがとう                                                        | 阿久悠              | 都倉俊一               | 都倉俊一               | JRT-1266   |
| 14                                                    | 1972年 10月25日 | B面       | 失恋列車                                                                  | 阿久悠              | 都倉俊一               | 都倉俊一               | JRT-1266   |
| 15                                                    | 1973年 4月5日   | A面       | 私は歩いている                                                            | 千家和也            | 森田公一               | 馬飼野俊一             | JRT-1286   |
| 15                                                    | 1973年 4月5日   | B面       | 嵐の女                                                                    | 千家和也            | 森田公一               | 馬飼野俊一             | JRT-1286   |
| 16                                                    | 1973年 7月25日  | A面       | 悪い奴                                                                    | 千家和也            | 鈴木邦彦               | 馬飼野康二             | JRT-1296   |
| 16                                                    | 1973年 7月25日  | B面       | 吹きさらしの町                                                            | 有馬三恵子          | 馬飼野康二             | 馬飼野康二             | JRT-1296   |
| 17                                                    | 1973年 10月25日 | A面       | この命奪って                                                              | 山上路夫            | 馬飼野俊一             | 馬飼野俊一             | JRT-1316   |
| 17                                                    | 1973年 10月25日 | B面       | あなたと別れて                                                            | あおい龍介          | 馬飼野康二             | 馬飼野康二             | JRT-1316   |
| 18                                                    | 1974年 2月25日  | A面       | 古い日記                                                                  | 安井かずみ          | 馬飼野康二             | 馬飼野康二             | JRT-1336   |
| 18                                                    | 1974年 2月25日  | B面       | 女の純情                                                                  | たかたかし          | 馬飼野康二             | 馬飼野康二             | JRT-1336   |
| 19                                                    | 1974年 5月25日  | A面       | ふれあう愛                                                                | ロビー和田          | J.Lennon               | 馬飼野康二             | JRT-1356   |
| 19                                                    | 1974年 5月25日  | B面       | 帰り来ぬ青春                                                              | 津坂浩              | C.Aznavour H.Kretzmer  | 馬飼野康二             | JRT-1356   |
| 20                                                    | 1974年 7月5日   | A面       | 晴れのち曇り                                                              | なかにし礼          | 馬飼野康二             | 馬飼野康二             | JRT-1366   |
| 20                                                    | 1974年 7月5日   | B面       | 明日                                                                      | さいとう大三        | 馬飼野康二             | あかのたちお           | JRT-1366   |
| 21                                                    | 1974年 9月25日  | A面       | 美しき誤解                                                                | なかにし礼          | 馬飼野康二             | 馬飼野康二             | JRT-1376   |
| 21                                                    | 1974年 9月25日  | B面       | あなたは人生の光                                                          | 津坂浩              | ケーシー               | 馬飼野康二             | JRT-1376   |
| 22                                                    | 1975年 2月15日  | A面       | 見えない世界                                                              | 及川恒平            | 細野晴臣               | 東海林修               | JRT-1416   |
| 22                                                    | 1975年 2月15日  | B面       | 海になれ                                                                  | 及川恒平            | 国吉良一               | 東海林修               | JRT-1416   |
| 23                                                    | 1975年 5月30日  | A面       | もっと自由に（Set me free）                                               | 阿木燿子            | 宇崎竜童               | 馬飼野俊一             | JRT-1436   |
| 23                                                    | 1975年 5月30日  | B面       | 別れたあなたに                                                            | 岡田冨美子          | 平洋明                 | ボブ佐久間             | JRT-1436   |
| 24                                                    | 1975年 9月5日   | A面       | 酔いどれ                                                                  | 千家和也            | 三木たかし             | 三木たかし             | JP-1005    |
| 24                                                    | 1975年 9月5日   | B面       | 雨のバス                                                                  | 千家和也            | 穂口雄右               | 穂口雄右               | JP-1005    |
| 25                                                    | 1975年 12月20日 | A面       | 放浪・ヨコスカ                                                            | 悠木圭子            | 鈴木淳                 | 竜崎孝路               | JP-1013    |
| 25                                                    | 1975年 12月20日 | B面       | 流れ星                                                                    | 悠木圭子            | 鈴木淳                 | 竜崎孝路               | JP-1013    |
| 26                                                    | 1976年 4月25日  | A面       | 街角                                                                      | 西岡恭蔵            | 西岡恭蔵               | 竜崎孝路               | RVS-1002   |
| 26                                                    | 1976年 4月25日  | B面       | お酒に溺れて                                                              | 悠木圭子            | 鈴木淳                 | 竜崎孝路               | RVS-1002   |
| 27                                                    | 1976年 7月25日  | A面       | 雨のサタデー                                                              | 千家和也            | 馬飼野康二             | 馬飼野康二             | RVS-1023   |
| 27                                                    | 1976年 7月25日  | B面       | もう少し泣いていたい                                                      | 千家和也            | 馬飼野康二             | 馬飼野康二             | RVS-1023   |
| 28                                                    | 1976年 11月25日 | A面       | ダンス・ウィズ・ミー                                                      | 千家和也            | 浜田省吾               | 高田弘                 | RVS-1039   |
| 28                                                    | 1976年 11月25日 | B面       | よくあることじゃない                                                      | 千家和也            | 浜田省吾               | 小六禮次郎             | RVS-1039   |
| 29                                                    | 1977年 3月5日   | A面       | 二杯目のお酒                                                              | 千家和也            | 平尾昌晃               | 馬飼野俊一             | RVS-1056   |
| 29                                                    | 1977年 3月5日   | B面       | 夕べの鐘                                                                  | いまむられいこ      | 浜田省吾               | 小六禮次郎             | RVS-1056   |
| 30                                                    | 1977年 10月25日 | A面       | 夜更けのレストラン                                                        | 山口あかり          | 平尾昌晃               | 馬飼野俊一             | RVS-1086   |
| 30                                                    | 1977年 10月25日 | B面       | 愛のノスタルジア                                                          | 山口あかり          | 平尾昌晃               | 馬飼野俊一             | RVS-1086   |
| 31                                                    | 1978年 3月5日   | A面       | コーラスガール                                                            | 竜真知子            | 川口真                 | 馬飼野康二             | RVS-1119   |
| 31                                                    | 1978年 3月5日   | B面       | まどろみの夜風に                                                          | いまむられいこ      | 川口真                 | 馬飼野康二             | RVS-1119   |
| 32                                                    | 1978年 12月20日 | A面       | ひとり酔い                                                                | 柳ジョージ          | 柳ジョージ             | 竜崎孝路               | RVS-1144   |
| 32                                                    | 1978年 12月20日 | B面       | 愛して                                                                    | 浜田省吾            | 浜田省吾               | 井上鑑                 | RVS-1144   |
| ワーナー・パイオニア → ワーナーミュージック・ジャパン |                 |           |                                                                           |                     |                        |                        |            |
| 33                                                    | 1979年 9月25日  | A面       | 夢まであずけて                                                            | 喜多条忠            | 川口真                 | あかのたちお           | L-310W     |
| 33                                                    | 1979年 9月25日  | B面       | 終止符                                                                    | 森雪之丞            | 森雪之丞               | 大谷和夫               | L-310W     |
| 34                                                    | 1980年 2月10日  | A面       | Shut Up!                                                                  | 森雪之丞            | 森雪之丞               | 大谷和夫               | L-329W     |
| 34                                                    | 1980年 2月10日  | B面       | 真夜中                                                                    | 園田圭介            | 園田圭介               | 竜崎孝路               | L-329W     |
| 35                                                    | 1980年 6月25日  | A面       | 無礼句ダウン                                                              | 森雪之丞            | 森雪之丞               | 大谷和夫               | L-348W     |
| 35                                                    | 1980年 6月25日  | B面       | 風の見える町                                                              | 岡田冨美子          | 森雪之丞               | 大谷和夫               | L-348W     |
| 36                                                    | 1980年 11月28日 | A面       | 酔ったからって                                                            | 岡本おさみ          | 鈴木キサブロー         | 若草恵                 | L-372W     |
| 36                                                    | 1980年 11月28日 | B面       | 待たされて                                                                | 岡田冨美子          | あかのたちお           | 若草恵                 | L-372W     |
| 37                                                    | 1981年 4月25日  | A面       | 夕暮れ、恋人                                                              | 浜口庫之助          | 浜口庫之助             | 小六禮次郎             | L-1509W    |
| 37                                                    | 1981年 4月25日  | B面       | 秋がいいわ                                                                | 浜口庫之助          | 浜口庫之助             | 小六禮次郎             | L-1509W    |
| 38                                                    | 1982年 3月25日  | A面       | 待ちわびて                                                                | 荻まりこ            | 杉本真人               | 服部克久               | L-1571     |
| 38                                                    | 1982年 3月25日  | B面       | 追憶                                                                      | 平井一郎            | J.Allison A.Allison    | 小六禮次郎             | L-1571     |
| 39                                                    | 1982年 9月25日  | A面       | 想い出・砂時計                                                            | 杉山政美            | 佐瀬寿一               | 戸塚修                 | L-1612     |
| 39                                                    | 1982年 9月25日  | B面       | 夜もすがら                                                                | 尾関昌也            | 尾関裕司               | 小笠原寛               | L-1612     |
| 40                                                    | 1983年 4月23日  | A面       | 恋はこりごり                                                              | 湯川れい子          | 鈴木雅之               | 飛沢宏元               | L-1622     |
| 40                                                    | 1983年 4月23日  | B面       | ラスト・メトロ                                                            | 村田さち子          | 小六禮次郎             | 山本剛トリオ           | L-1622     |
| 41                                                    | 1983年 11月30日 | A面       | Once More Take A Chance                                                   | 村田さち子          | 上綱克彦               | THE WOOD               | L-1642     |
| 41                                                    | 1983年 11月30日 | B面       | Silent Dance                                                              | 園部和範            | 楠木恭介               | THE WOOD               | L-1642     |
| 42                                                    | 1984年 9月12日  | A面       | 君が野に咲くバラなら                                                      | 荒木とよひさ        | 三木たかし             | 小六禮次郎             | L-1684     |
| 42                                                    | 1984年 9月12日  | B面       | 夜もすがら                                                                | 尾関昌也            | 尾関裕司               | 小笠原寛               | L-1684     |
| 43                                                    | 1985年 6月25日  | A面       | バ・カ・ダ・ネ                                                            | なかにし礼          | 鈴木キサブロー         | 瀬尾一三               | L-1711     |
| 43                                                    | 1985年 6月25日  | B面       | モーニング・コール                                                        | 村田さち子          | 小六禮次郎             | 小六禮次郎             | L-1711     |
| 44                                                    | 1986年 6月25日  | A面       | もう一度ふたりで歌いたい                                                  | 阿久悠              | 森田公一               | 水谷公生               | L-1745     |
| 44                                                    | 1986年 6月25日  | B面       | 日曜日のきまぐれ                                                          | 阿久悠              | 森田公一               | 水谷公生               | L-1745     |
| 45                                                    | 1987年 6月25日  | A面       | 愛するときを過ぎても                                                      | 阿久悠              | 服部克久               | 戸塚修                 | L-1787     |
| 45                                                    | 1987年 6月25日  | B面       | YOU YOU YOU                                                               | 阿久悠              | 都志見隆               | 戸塚修                 | L-1787     |
| 46                                                    | 1987年 8月25日  | A面       | 抱擁                                                                      | 阿久悠              | 都志見隆               | 小笠原寛               | L-1793     |
| 46                                                    | 1987年 8月25日  | B面       | 愛するときを過ぎても                                                      | 阿久悠              | 服部克久               | 戸塚修                 | L-1793     |
| 47                                                    | 1988年 4月25日  | A面       | だってしょうがないじゃない                                                | 川村真澄            | 馬飼野康二             | 矢島賢                 | L-1831     |
| 47                                                    | 1988年 4月25日  | B面       | 古い日記 '74/'88                                                          | 安井かずみ          | 馬飼野康二             | 馬飼野康二             | L-1831     |
| 48                                                    | 1988年 5月25日  | A面       | ダ・ダ・ダ・ダ・ダイエット                                                | 小林亜星            | 小林亜星               | 戸塚修                 | L-1845     |
| 48                                                    | 1988年 5月25日  | B面       | (ハヒフヘMIX)                                                             | 小林亜星            | 小林亜星               | 戸塚修                 | L-1845     |
| 49                                                    | 1988年 10月10日 | A面       | 続・だってしょうがないじゃない                                            | 川村真澄            | 馬飼野康二             | 馬飼野康二             | 07L7-4016  |
| 49                                                    | 1988年 10月10日 | B面       | だってしょうがないじゃない                                                | 川村真澄            | 馬飼野康二             | 矢島賢                 | 07L7-4016  |
| 50                                                    | 1990年 3月25日  | 01        | 抱かれ上手                                                                | 荒木とよひさ        | J.Carbone D.Belfield   | 新川博                 | WPDL-1503  |
| 50                                                    | 1990年 3月25日  | 02        | TIME GOES BY                                                              | 田口俊              | 木塚二郎               | 戸塚修                 | WPDL-1503  |
| 51                                                    | 1991年 3月25日  | 01        | よくやるね                                                                | 吉元由美            | 後藤次利               | 新川博                 | WPDL-1515  |
| 51                                                    | 1991年 3月25日  | 02        | あの鐘を鳴らすのはあなた (New Version)                                    | 阿久悠              | 森田公一               | 大谷和夫               | WPDL-1515  |
| 52                                                    | 1992年 2月25日  | 01        | 大阪ヘヴィーレイン                                                        | 高橋研              | 高橋研                 | 新川博                 | WPDL-1525  |
| 52                                                    | 1992年 2月25日  | 02        | 黄昏に歌わせて                                                            | 竜真知子            | 林哲司                 | 新川博                 | WPDL-1525  |
| 53                                                    | 1992年 5月25日  | 01        | 愛、とどきますか                                                          | なかにし礼          | 林哲司                 | 林哲司                 | WPDL-4294  |
| 53                                                    | 1992年 5月25日  | 02        | 出さない手紙                                                              | なかにし礼          | 林哲司                 | 佐藤準                 | WPDL-4294  |
| 54                                                    | 1993年 4月10日  | 01        | Will Way                                                                  | 伊集院静            | 林哲司                 | 萩田光男               | WPDL-4341  |
| 54                                                    | 1993年 4月10日  | 02        | 置時計                                                                    | 伊集院静            | 林哲司                 | 船山基紀               | WPDL-4341  |
| 55                                                    | 1993年 9月25日  | 01        | 抱いてサンバナイト                                                        | 三浦徳子            | 山崎一稔               | 林有三                 | WPDL-4364  |
| 55                                                    | 1993年 9月25日  | 02        | つれづれ恋人                                                              | 三浦徳子            | 杉本真人               | 林有三                 | WPDL-4364  |
| 56                                                    | 1994年 5月25日  | 01        | 逢いたいうちが華だから                                                    | 三浦徳子            | 山崎一稔               | 林有三                 | WPD6-9002  |
| 56                                                    | 1994年 5月25日  | 02        | しあわせかもしれない                                                      | 及川眠子            | 大田黒裕司             | 難波弘之               | WPD6-9002  |
| 57                                                    | 1994年 8月25日  | 01        | やじろべえ                                                                | 秋元康              | 都志見隆               | 椎名和夫               | WPD6-9013  |
| 57                                                    | 1994年 8月25日  | 02        | あなたがそばにいる                                                        | 秋元康              | 大田黒裕司             | 富田泰弘               | WPD6-9013  |
| 58                                                    | 1995年 5月25日  | 01        | がんばって                                                                | 荒木とよひさ        | 羽田一郎               | 羽田一郎               | WPD6-9046  |
| 58                                                    | 1995年 5月25日  | 02        | 約束の夢                                                                  | 小山薫堂            | 羽田一郎               | 新川博                 | WPD6-9046  |
| 59                                                    | 1995年 9月1日   | 01        | さあ冒険だ                                                                | 森高千里 S.Itoi     | カール スモーキー石井  | 米米CLUB               | WPD6-9043  |
| 60                                                    | 1996年 6月25日  | 01        | Mother                                                                    | 秋元康              | 鈴木キサブロー         | 林有三                 | WPD6-9087  |
| 60                                                    | 1996年 6月25日  | 02        | ちゃうわ                                                                  | 秋元康              | 井上ヨシマサ           | 林有三                 | WPD6-9087  |
| 61                                                    | 1997年 4月10日  | 01        | 風のように空のように                                                      | 森浩美              | M.Bolton D.Warren      | 服部隆之               | WPD6-9128  |
| 61                                                    | 1997年 4月10日  | 02        | あなたは美しい                                                            | 秋元康              | 岩本正樹               | 岩本正樹               | WPD6-9128  |
| 62                                                    | 1997年 10月25日 | 01        | 夢                                                                        | 石井竜也            | 石井竜也               | 勝又隆一               | WPD6-9157  |
| 63                                                    | 1998年 2月11日  | 01        | 河〜River〜                                                               | 森浩美              | 井上大輔               | 井上鑑                 | WPD6-9164  |
| 63                                                    | 1998年 2月11日  | 02        | 絶対に泣かない                                                            | 及川眠子            | 井上ヨシマサ           | 林有三                 | WPD6-9164  |
| 64                                                    | 1998年 7月25日  | 01        | 真夏の夜の23時                                                            | 小西康陽            | 小西康陽               | 村田陽一               | WPD6-9186  |
| 64                                                    | 1998年 7月25日  | 02        | Searchin'                                                                 | 米倉利徳            | 米倉利徳               | 河越重義               | WPD6-9186  |
| 65                                                    | 1998年 9月30日  | 01        | Free at Last '98                                                          | 松本浩一            | 松本浩一               | DJ FEILONG             | EG-002     |
| 66                                                    | 1999年 7月14日  | 01        | ぽろぽろ                                                                  | 森浩美              | 松本俊明               | 新川博                 | WPD7-10008 |
| 66                                                    | 1999年 7月14日  | 02        | always life                                                               | 森浩美              | 宇佐元恭一             | 新川博                 | WPD7-10008 |
| 66                                                    | 1999年 7月14日  | 03        | 今あなたにうたいたい                                                      | 加藤登紀子          | 加藤登紀子             | 馬飼野康二             | WPD7-10008 |
| 67                                                    | 2000年 6月7日   | 01        | あの日によく似た青い空                                                    | 森若香織            | 朝本浩文               | 朝本浩文               | WPCV-10069 |
| 67                                                    | 2000年 6月7日   | 02        | (PIANO DUB MIX)                                                           | 森若香織            | 朝本浩文               | 吉村健一               | WPCV-10069 |
| 67                                                    | 2000年 6月7日   | 03        | 古い日記 (DYNAMITE SOUL MIX)                                              | 安井かずみ          | 馬飼野康二             | DJ AKIHIRO YOSHIZAWA   | WPCV-10069 |
| 68                                                    | 2000年 10月12日 | 01        | REACH OUT                                                                 | 森若香織            | 朝本浩文               | 朝本浩文               | WPCV-10106 |
| 68                                                    | 2000年 10月12日 | 02        | SOUL DISCOVERY                                                            | -                   | 桜井鉄太郎             | 桜井鉄太郎             | WPCV-10106 |
| 69                                                    | 2001年 2月21日  | 01        | 愛の光                                                                    | 森若香織            | 朝本浩文               | 朝本浩文               | WPCV-10113 |
| 69                                                    | 2001年 2月21日  | 02        | (Piano Version)                                                           | 森若香織            | 朝本浩文               | 朝本浩文               | WPCV-10113 |
| テイチクエンタテインメント → ユニオンレコード         |                 |           |                                                                           |                     |                        |                        |            |
| 70                                                    | 2001年 10月17日 | 01        | 運命 〜DESTINY〜                                                          | 岡田冨美子          | 網倉一也               | 若草恵                 | TEDA-10521 |
| 70                                                    | 2001年 10月17日 | 02        | Everybody Shake                                                           | 真名杏樹            | 笹本安詞               | 桜井鉄太郎             | TEDA-10521 |
| 71                                                    | 2002年 7月22日  | 01        | ラストシーンに戻りたい                                                    | 夏海裕子            | 網倉一也               | 萩田光雄               | TECE-11543 |
| 71                                                    | 2002年 7月22日  | 02        | 淋しい女と呼ばないで                                                      | 夏海裕子            | 網倉一也               | 萩田光雄               | TECE-11543 |
| 72                                                    | 2003年 3月26日  | 01        | たまたまねぎねぎ 〜たまねぎが教えてくれたこと〜                           | 秋元康              | 櫻井真一               | 神津裕之               | TECE-11575 |
| 73                                                    | 2003年 5月28日  | 01        | トゥモロー 〜ジョージアで行きましょう編〜                                 | 福里真一            | C.Strouse              | 小西康陽               | TECA-10583 |
| 73                                                    | 2003年 5月28日  | 02        | トゥモロー 〜ジョージアで行きましょう編II〜                               | 福里真一            | C.Strouse              | 河野伸                 | TECA-10583 |
| 73                                                    | 2003年 5月28日  | 03        | 「Tomorrow」Original version                                              | M.Charnin           | C.Strouse              | 河野伸                 | TECA-10583 |
| 74                                                    | 2003年 6月11日  | 01        | ルンバでブンブン                                                          | 横山剣              | 横山剣                 | コモエスタ 八重樫      | TECA-11586 |
| 74                                                    | 2003年 6月11日  | 02        | 史上最悪の夜                                                              | 横山剣              | 横山剣                 | 横山剣 小野瀬雅生      | TECA-11586 |
| 74                                                    | 2003年 6月11日  | 03        | タイガー&ドラゴン                                                         | 横山剣              | 横山剣                 | 横山剣 小野瀬雅生      | TECA-11586 |
| 75                                                    | 2004年 2月25日  | 01        | 旅立ちのうた                                                              | BANANA ICE          | BANANA ICE             | 沢田完                 | TECA-11620 |
| 75                                                    | 2004年 2月25日  | 02        | (ピアノ・バージョン)                                                      | BANANA ICE          | BANANA ICE             | 沢田完                 | TECA-11620 |
| 76                                                    | 2004年 8月25日  | 01        | 愚かな女たち                                                              | 秋元康              | 大田黒裕司             | 大田黒裕司 難波弘之    | TECA-11646 |
| 76                                                    | 2004年 8月25日  | 02        | 不夜城                                                                    | 夏野芹子            | 笹本安詞               | 白井良明               | TECA-11646 |
| 77                                                    | 2005年 3月2日   | 01        | 帰り来ぬ青春 readymade mix 2004                                           | 津坂浩              | C.Aznavour H.Kretzmer  | 小西康陽               | TECA-11669 |
| 77                                                    | 2005年 3月2日   | 02        | 生きる                                                                    | 小西康陽            | 小西康陽               | 小西康陽               | TECA-11669 |
| 78                                                    | 2005年 7月13日  | 02        | HEY!                                                                      | m-flo               | m-flo                  | m-flo                  | RZCD-45229 |
| 79                                                    | 2006年 4月25日  | -         | あの鐘を鳴らすのはあなたたち                                              | 阿久悠              | 森田公一               | -                      | TECA-10053 |
| 80                                                    | 2006年 5月10日  | 01        | (Everything will be) All Right                                            | 深井裕美子          | 佐藤“フィッシャー”五魚 | 佐藤“フィッシャー”五魚 | SECL-386   |
| 81                                                    | 2007年 6月27日  | 01        | ゴールデンタイム                                                          | 山本高史            | 馬飼野康二             | 馬飼野康二             | TECI-401   |
| 81                                                    | 2007年 6月27日  | 03        | 生きる (林有三&サロン'68 アーリーサマーRemix)                             | 小西康陽            | 小西康陽               | 林有三& サロン'68      | TECI-401   |
| 82                                                    | 2008年 2月27日  | 01        | 幸せのちから                                                              | M.Y                 | M.Y                    | M.Y                    | TECI-402   |
| 82                                                    | 2008年 2月27日  | 02        | (Crypto Room Remix)                                                       | M.Y                 | M.Y                    | Crypto Room            | TECI-402   |
| 82                                                    | 2008年 2月27日  | 03        | ルンバでブンブン (Reggae Disco Rockers Shankin' Mix)                      | 横山剣              | 横山剣                 | Reggae Disco Rockers   | TECI-402   |
| 83                                                    | 2009年 2月25日  | 01        | Brand New PARADISE                                                        | 前田たかひろ        | TSUKASA                | 清水信之               | TECI-403   |
| 83                                                    | 2009年 2月25日  | 02        | スローバラード                                                            | 忌野清志郎 / みかん | 忌野清志郎 / みかん    | 清水信之               | TECI-403   |
| 84                                                    | 2009年 3月4日   | 01        | あなただけの青空                                                          | M.Y                 | M.Y                    | M.Y                    | TECI-404   |
| 84                                                    | 2009年 3月4日   | 02        | 選ばなかった人生を                                                        | 川村真澄            | 馬飼野康二             | 馬飼野康二             | TECI-404   |
| 85                                                    | 2009年 10月21日 | 01        | キララ・キララ・バカ                                                      | 荒木とよひさ        | 羽場仁志               | 林有三                 | TECI-405   |
| 85                                                    | 2009年 10月21日 | 02        | 綺麗ごとでいいじゃない                                                    | 荒木とよひさ        | 馬飼野康二             | 馬飼野康二             | TECI-405   |
| 86                                                    | 2010年 10月20日 | 01        | 人生はこれから                                                            | 松井五郎            | 羽場仁志               | 安部潤                 | TECI-406   |
| 86                                                    | 2010年 10月20日 | 02        | 素直じゃないね                                                            | Rio                 | Rio                    | 林有三                 | TECI-406   |
| 87                                                    | 2011年 4月20日  | 01        | ff (フォルティシモ)                                                       | 松尾由紀夫          | 蓑輪単志               | 白井良明               | TECI-407   |
| 87                                                    | 2011年 4月20日  | 02        | あの鐘を鳴らすのはあなた (40周年記念コンサート at the APOLLO THEATERより) | 阿久悠              | 森田公一               | 山口英次               | TECI-407   |
| 87                                                    | 2011年 4月20日  | 03        | Tomorrow never knows                                                      | 桜井和寿            | 桜井和寿               | 林有三                 | TECI-407   |
| 88                                                    | 2012年 7月25日  | 01        | 今夜は夢でも見ましょうか                                                  | 松井五郎            | 羽場仁志               | 林有三                 | TECI-408   |
| 88                                                    | 2012年 7月25日  | 02        | 珠玉                                                                      | 吉元由美            | 馬飼野康二             | 林有三                 | TECI-408   |
| 89                                                    | 2013年 7月3日   | 01        | 今でもあなた                                                              | 秋元康              | 横健介                 | 佐々木裕               | TECI-409   |
| 89                                                    | 2013年 7月3日   | 02        | 残された時間                                                              | 秋元康              | 羽場仁志               | 安部潤                 | TECI-409   |
| 90                                                    | 2014年 10月29日 | 01        | すばらしき人よ                                                            | さくらももこ        | さくらももこ 山崎燿    | 宮崎歩                 | TECI-410   |
| 90                                                    | 2014年 10月29日 | 02        | 孤独なひまわり                                                            | 田久保真見          | Rio                    | 小林俊太郎             | TECI-410   |
| 91                                                    | 2015年 6月3日   | 01        | 晴レルヤ                                                                  | 田久保真見          | 馬飼野康二             | 馬飼野康二             | TECI-411   |
| 91                                                    | 2015年 6月3日   | 02        | 春夏秋冬                                                                  | 泉谷しげる          | 泉谷しげる             | 朝本浩文               | TECI-411   |
| 92                                                    | 2016年 7月13日  | 01        | All Right!!!                                                              | 西浦さゆり          | 山口高始               | 山口高始               | TECI-412   |
| 92                                                    | 2016年 7月13日  | 02        | 道しるべ                                                                  | LILLA               | 新屋豊                 | 戸田有里子             | TECI-412   |
| 93                                                    | 2018年 5月23日  | 01        | 愛を頑張って                                                              | 山田ひろし          | 山口高始               | 山口高始               | TECI-413   |

その他のシングル
- こころのこだま（2005年7月7日）[注釈 29]

作詞・作曲：比嘉栄昇／編曲：萩田光雄

### 配信
1. YONA YONA DANCE（2021年9月2日）[60]
2. 黄昏にアンコール（2021年11月11日）[61]
3. KANPAI FUNK（2023年3月22日）[62]

### アルバム
1. どしゃぶりの雨の中で／ビートとハートを歌う和田アキ子（1969年）
2. 監獄ロック 和田アキ子がロックを歌う（1970年）
3. 卒業させてよ（1971年）
4. ブルージーンと皮ジャンパー（1971年）
5. あの鐘を鳴らすのはあなた（1972年）
6. エルヴィスの世界（1972年）
7. 雪が降る〜和田アキ子ポップスの世界（1973年）
8. 私は歩いている/あなたにありがとう（1973年）
9. 悪い奴 和田アキ子オリジナル第5集（1973年）
10. 古い日記/和田アキ子愛をうたう（1974年）
11. 晴れのち曇り（1974年）
12. 新しい世界への出発（1975年）
13. 放浪～さすらい（1976年）
14. ダンス・ウィズ・ミー（1976年）
15. オールディーズ・ヒット（1977年）
16. PARK AVENUE 7PM（1978年）
17. 夕暮れ、そして…（1981年）
18. Only Yesterday（1988年8月25日）
19. 私も…そうだった（1990年9月25日）
20. 愛、とどきますか（1992年10月25日）
21. Alive/song(s) for you '95（1995年9月25日）※カバーアルバム
22. DYNAMITE-A-GO-GO!!!（1998年9月25日）※アナログ盤も発売
23. 今日までそして明日から（2006年10月25日）※カバーアルバム
24. わだ家（2008年4月23日）
25. WADASOUL（2015年9月18日）
26. WADASOUL2（2021年12月8日）

### ライブ・アルバム
1. 和田アキ子・オン・ステージ（1970年）
2. AKO ON STAGE（1972年）
3. デビュー10周年記念 全国縦断ディナーショー 和田アキ子・オン・ステージ（1977年）
4. 和田アキ子リサイタル〜日劇に於ける実況録音（LP：1973年、CD：2002年3月21日）

### ベスト・アルバム / コンピレーション
1. 和田アキ子 デラックス
2. 和田アキ子 BEST24
3. 和田アキ子/オリジナル・ゴールデン・ヒット曲集
4. 和田アキ子ベスト24デラックス
5. マイ・セレクション
6. LET'S SING SONG BEST 12（1987年1月25日）
7. だってしょうがないじゃない/和田アキ子 全曲集（1989年12月21日）
8. よくやるね 和田アキ子 バラード・コレクション（1991年9月25日）
9. 和田アキ子 グレイテスト・ヒッツ 1968〜1991（1991年11月28日）
10. 和田アキ子全曲集〜だってしょうがないじゃない（1992年11月10日）
11. 和田アキ子全曲集シングルズ1993-1968（1993年4月21日）
12. 和田アキ子PERFECT COLLECTION（1993年10月25日）※10枚組CD-BOX
13. 和田アキ子全曲集'94 Song(s) for you（1994年9月25日）
14. Alive/Song(s) for you'95（1995年9月25日）
15. テーマソングス'80〜'96（1996年9月10日）
16. DYNAMITE SOUL WADA AKIKO（1996年10月25日）
17. BALLADS バラード全曲集（1996年12月11日）
18. グレイテスト・ヒッツ'97（1997年5月25日）
19. DYNAMITE GROOVE WADA AKIKO（1997年9月25日）
20. VERY BEST OF AKIKO WADA'98（1998年9月25日）
21. DYNAMITE PARADE（2000年10月12日）
22. LOVE BALLAD BEST（2000年10月25日）
23. 和田アキ子ベスト・ヒット（2002年3月21日）
24. （株）ワダアキコ（2003年4月25日）※セルフカバーアルバム
25. Haaah! 和田アキ子シングルコレクション（2003年6月11日）※10枚組CD-BOX
26. ラブバラード・ベスト（2004年10月21日）
27. Free Soul Wada Akiko（2004年11月24日）
28. ベストヒット・コレクション（2005年5月25日）
29. RAGGA AKIKO（2005年12月16日）
30. リズムアンドブルースの女王。（2006年3月22日）
31. World Standard Wada Akiko（2008年4月23日）
32. Wada Akiko Dynamite Best 1968-2008（2008年11月26日）
33. The Soul Extreme EP2（福原美穂、2011年10月12日）※Get Up! feat. AKIKO WADAで参加
34. Yell〜2011 BEST OF THE BEST〜（2011年11月30日）
35. AKIKO WADA 45th ANNIVERSARY ESSENTIAL COLLECTION（2013年6月12日）
36. THE LEGEND OF SOUL-AKIKO WADA 50th ANNIVERSARY BEST ALBUM（2017年10月25日）

### タイアップ曲
| 年     | 楽曲                                     | タイアップ                                                         |
| ------ | ---------------------------------------- | ------------------------------------------------------------------ |
| 1970年 | 男と女のロック                           | 日活映画「女番長 野良猫ロック」挿入歌                              |
| 1970年 | 世の中さかさま!                          | フジテレビ系テレビドラマ「世の中さかさま」主題歌                   |
| 1973年 | プルルくんのうた                         | NHK人形劇「プルルくん」主題歌                                      |
| 1975年 | 放浪・ヨコスカ                           | 東宝映画「裸足のブルージン」主題歌                                 |
| 1978年 | 愛して                                   | テレビ朝日系テレビドラマ「翔べ! 必殺うらごろし」主題歌             |
| 1980年 | 風の見える町                             | フジテレビ系テレビドラマ「ひまわり戦争」主題歌                     |
| 1984年 | 君が野に咲くバラなら                     | テレビ朝日系バラエティ番組「たみちゃん」エンディングテーマ         |
| 1987年 | 抱擁                                     | 東映映画「極道の妻たちII」主題歌                                   |
| 1992年 | 愛、とどきますか                         | 松竹映画「遠き落日」主題歌                                         |
| 1994年 | やじろべえ                               | TBS系クイズ番組「クイズ悪魔のささやき」エンディングテーマ          |
| 1995年 | さあ冒険だ                               | フジテレビ系子供向け番組「ポンキッキーズ」挿入歌                   |
| 1996年 | Mother                                   | TBS系テレビドラマ「おーい!ムコどの」主題歌                         |
| 1997年 | 風のように空のように                     | TBS系テレビドラマ「新幹線'97恋物語」主題歌                         |
| 1998年 | 河〜River〜                              | 東映映画「極道の妻たち 決着」主題歌                                |
| 2000年 | REACH OUT                                | テレビ朝日系テレビアニメ「勝負師伝説 哲也」オープニングテーマ      |
| 2001年 | 愛の光                                   | テレビ東京系テレビドラマ「女と愛とミステリー」エンディングテーマ   |
| 2003年 | トゥモロー〜ジョージアで行きましょう編〜 | 缶コーヒー「ジョージア」CMソング                                   |
| 2004年 | 旅立ちのうた                             | NHKの音楽番組「みんなのうた」2-3月新曲                             |
| 2004年 | Snake Eater (Japanese Version)           | ゲームソフト「メタルギアソリッド3 スネークイーター」日本語版主題歌 |
| 2005年 | 帰り来ぬ青春 readymade mix 2004          | TBS系テレビドラマ「聞かせてよ愛の言葉を」主題歌                    |
| 2005年 | 生きる                                   | TBS系テレビドラマ「ザ・介護番長」主題歌                            |
| 2005年 | HEY!                                     | TBS系プロ野球中継番組「野球烈闘2005」テーマ曲                      |
| 2006年 | (Everything will be) All Right           | 松竹映画「陽気なギャングが地球を回す」エンディングテーマ           |
| 2007年 | ゴールデンタイム                         | サントリー「MDゴールデンドライ」CMソング                           |
| 2008年 | 幸せのちから                             | 競艇・2008年度CMソング                                             |
| 2009年 | あなただけの青空                         | 競艇・2009年度CMソング                                             |
| 2010年 | 人生はこれから                           | 株式会社マルハン・CMソング                                         |
| 2011年 | ff (フォルティシモ)                      | サントリー「新・ジョッキ生」CMソング                               |
| 2011年 | 残された時間                             | BS朝日系テレビドラマ「王様の家」主題歌                             |
| 2015年 | 晴レルヤ                                 | テレビ東京系テレビドラマ「三匹のおっさん2」エンディングテーマ      |
| 2021年 | YONA YONA DANCE                          | TBS系情報バラエティ番組『アッコにおまかせ!』オープニングテーマ     |
| 2022年 | YONA YONA DANCE                          | 東海テレビ・フジテレビ系ドラマ『おいハンサム!!』オープニングテーマ |

## DVD
1. 35 Anniversary WITH YOU〜tomorrow（2003年10月22日、VHSあり）
2. 和田アキ子特別企画ドラマ「ザ・介護番長」（2007年4月18日）
3. ドラマ「和田アキ子殺人事件」（2007年4月18日）
4. AKIKO WADA POWER & SOUL 和田アキ子 40周年記念コンサート at the APPOLO THEATER（2009年1月21日）・日本人女性歌手初のアメリカ・アポロシアターでのコンサートを収録した作品

- 日活映画「女番長 野良猫ロック」（2012年4月3日）
- 日活映画「野良猫ロック・ワイルド・ジャンボ」（2012年4月3日）

## NHK紅白歌合戦出場歴
1970年・第21回に初出場以来、1978年・第29回まで9年連続で出場。
1986年・第37回に8年振りに再出場。以降、2015年・第66回まで30年連続で出場。
40回目の出場がかかった2016年に2度目の落選、その後の紅白復帰は無し（2023年時点）。
1987年、1991年、1995年、1998年、1999年、2001年、2008年には紅組トリを務めた（紅組トリ7回は石川さゆりに次ぐ現役歌手2位。全体では美空ひばりの13回に次ぐ3位）。
1987年、1988年、1997年と合計3回紅組司会も担当、1987年の『第38回NHK紅白歌合戦』では「抱擁」で紅組トリを務めており、組司会とトリの兼任となった。なお、1970年代より幾度も紅組司会の候補に挙がっていた。また、山川静夫以来2人目且つ女性では史上初の昭和と平成の紅白で双方司会経験者でもある。
1998年（平成10年）、『第49回NHK紅白歌合戦』で「今あなたにうたいたい」を歌い、自身初の紅白の大トリを務める。抜群の声量を生かし、曲の途中ではハンドマイクを使わずに歌うパフォーマンスを見せ、観客席から大拍手が起こった。
2005年には、m-floとのコラボ曲「Hey!」のヒットにより、「m-flo loves Akiko Wada」名義で、自身初となる白組での紅白出場。
2012年（平成24年）、『第63回NHK紅白歌合戦』に出場し、女性歌手として島倉千代子を抜いて単独で歴代最多出場歌手（36回）となる。その後も2015年（平成27年）『第66回NHK紅白歌合戦』まで30年連続出場（通算39回）を果たした。通算39回出場は当時の女性歌手の最多出場記録となった。
| 年度   | 放送回 | 回 | 曲目                                    | 出演順 | 対戦相手                         | 備考                  |
| ------ | ------ | -- | --------------------------------------- | ------ | -------------------------------- | --------------------- |
| 1970年 | 第21回 | 初 | 笑って許して                            | 02/24  | 水原弘                           | 紅白初出場            |
| 1971年 | 第22回 | 2  | 天使になれない                          | 03/25  | 美川憲一                         |                       |
| 1972年 | 第23回 | 3  | 孤独                                    | 02/23  | フォーリーブス                   |                       |
| 1973年 | 第24回 | 4  | 笑って許して（2回目）                   | 06/22  | 橋幸夫                           |                       |
| 1974年 | 第25回 | 5  | 美しき誤解                              | 10/25  | 海援隊                           |                       |
| 1975年 | 第26回 | 6  | もっと自由に                            | 06/24  | ダウン・タウン・ブギウギ・バンド |                       |
| 1976年 | 第27回 | 7  | 雨のサタデー                            | 07/24  | 西城秀樹                         |                       |
| 1977年 | 第28回 | 8  | 夜更けのレストラン                      | 12/24  | 千昌夫                           |                       |
| 1978年 | 第29回 | 9  | コーラス・ガール                        | 13/24  | 千昌夫 （2）                     |                       |
| 1986年 | 第37回 | 10 | もう一度ふたりで歌いたい                | 12/20  | 菅原洋一                         | 8年ぶりに紅白復帰出場 |
| 1987年 | 第38回 | 11 | 抱擁                                    | 20/20  | 五木ひろし                       | 紅組司会 紅組トリ     |
| 1988年 | 第39回 | 12 | だってしょうがないじゃない              | 09/21  | 吉幾三                           | 紅組司会              |
| 1989年 | 第40回 | 13 | だってしょうがないじゃない（2回目）     | 19/20  | 谷村新司                         | トリ前                |
| 1990年 | 第41回 | 14 | 抱かれ上手                              | 27/29  | 北島三郎                         |                       |
| 1991年 | 第42回 | 15 | あの鐘を鳴らすのはあなた                | 28/28  | 谷村新司 （2）                   | 紅組トリ （2）        |
| 1992年 | 第43回 | 16 | 愛、とどきますか                        | 27/28  | さだまさし                       | トリ前 （2）          |
| 1993年 | 第44回 | 17 | 星空の孤独                              | 24/26  | 谷村新司 （3）                   |                       |
| 1994年 | 第45回 | 18 | あの鐘を鳴らすのはあなた（2回目）       | 22/25  | 小林旭                           |                       |
| 1995年 | 第46回 | 19 | もう一度ふたりで歌いたい（2回目）       | 25/25  | 細川たかし                       | 紅組トリ （3）        |
| 1996年 | 第47回 | 20 | Mother                                  | 20/25  | さだまさし （2）                 |                       |
| 1997年 | 第48回 | 21 | 夢                                      | 24/25  | 北島三郎 （2）                   | 紅組司会 トリ前 （3） |
| 1998年 | 第49回 | 22 | 今あなたにうたいたい                    | 25/25  | 五木ひろし （2）                 | 大トリ （4）          |
| 1999年 | 第50回 | 23 | あの鐘を鳴らすのはあなた（3回目）       | 27/27  | 北島三郎 (3)                     | 紅組トリ （5）        |
| 2000年 | 第51回 | 24 | もう一度ふたりで歌いたい（3回目）       | 27/28  | 北島三郎 （4）                   | トリ前 （4）          |
| 2001年 | 第52回 | 25 | 夢（2回目）                             | 27/27  | 北島三郎 （5）                   | 紅組トリ（6）         |
| 2002年 | 第53回 | 26 | 抱擁（2回目）                           | 25/27  | さだまさし （3）                 |                       |
| 2003年 | 第54回 | 27 | 古い日記 2003 KOUHAKU Remix             | 27/30  | 五木ひろし （3）                 |                       |
| 2004年 | 第55回 | 28 | あの鐘を鳴らすのはあなた（4回目）       | 22/28  | ゆず                             |                       |
| 2005年 | 第56回 | 29 | HEY!                                    | 27/29  | 渡辺美里                         | 白組での出場          |
| 2006年 | 第57回 | 30 | Mother（2回目）                         | 23/27  | 秋川雅史                         |                       |
| 2007年 | 第58回 | 31 | あの鐘を鳴らすのはあなた（5回目）       | 26/27  | 森進一                           | トリ前 （5）          |
| 2008年 | 第59回 | 32 | 夢（3回目）                             | 26/26  | 氷川きよし                       | 紅組トリ （7）        |
| 2009年 | 第60回 | 33 | もう一度ふたりで歌いたい（4回目）       | 22/25  | コブクロ                         |                       |
| 2010年 | 第61回 | 34 | AKKOィィッ!紅白2010スペシャル           | 16/22  | 加山雄三                         |                       |
| 2011年 | 第62回 | 35 | あの鐘を鳴らすのはあなた（6回目）       | 19/25  | 嵐                               |                       |
| 2012年 | 第63回 | 36 | 愛、とどきますか（2回目）               | 21/25  | 美輪明宏                         |                       |
| 2013年 | 第64回 | 37 | 今でもあなた                            | 17/26  | TOKIO                            |                       |
| 2014年 | 第65回 | 38 | 古い日記〜2014紅白スペシャル〜（3回目） | 11/23  | V6                               | 前半トリ              |
| 2015年 | 第66回 | 39 | 笑って許して（4回目）                   | 11/25  | 細川たかし （2）                 |                       |

(注意点)
- 対戦相手の歌手名の（ ）内の数字は、その歌手との対戦回数、備考のトリ等の次にある（ ）はトリ等を務めた回数を表す。
- 曲名の後の（○回目）は、紅白で披露された回数を表す。
- 出演順は「（出演順) /（出場者数）」で表す。

## 出演

### 現在の出演番組
- アッコにおまかせ!（1985年 - 、TBS）[65]
- ゴッドアフタヌーン アッコのいいかげんに1000回（1990年 - 、ニッポン放送）※かつてはラジオ沖縄、南海放送、LFX488でも放送されていた

### 過去の出演番組

#### その他
NHK
- 連想ゲーム（1973年10月 - 1974年8月、総合）
- クイズ面白ゼミナール（総合） - 不定期出演
- 思い出のメロディー（1994年8月13日、総合・ラジオ第1） - 司会
- 難問解決!ご近所の底力（2007年 - 2010年、総合）[65]
- きょうの料理 アッコのA定食（2013年8月26日・2013年8月27日、Eテレ）[66][67]
- SWITCHインタビュー 達人達（2014年10月18日、Eテレ）
- 趣味どきっ!「ゼロからスタート もう怖くない!スマホ」（2015年4月 - 5月（全9回）、Eテレ）
- BS日本のうた（準レギュラー・不定期だが毎年 年数回ペースで出演、NHK BSプレミアム）
- アッコと恵美子（2022年7月21日・28日、総合[68]）

日本テレビ
- サンデーヒットパレード（1971年 - 1973年）
- 金曜10時!うわさのチャンネル!!（1973年 - 1979年）※和田は1978年に降板
- スター爆笑座（1980年 - 1981年）
- エッ!うそーホント?（1982年 - 1985年）
- かっぺい&アッコのおかしな二人（1986年 - 1988年）
- 歌のトップテン（1987年 - 1990年）※島田紳助とコンビで司会
- アッコのおかしな仲間（1988年 - 1990年）
- 24時間テレビ 「愛は地球を救う」（1989年、総合司会）
- TVマンモス（1990年 - 1991年）
- マジカル頭脳パワー!!（1990年 - 1999年）※1995年まで不定期出演
- 大相似形テレビ（1992年）
- とんねるずの生でダラダラいかせて!!※準レギュラー
- 史上最高そっくり大賞
- 列島くらべてグルメ!（1994年）
- アッコとマチャミのテレビ→アッコとマチャミの新型テレビ（2000年 - 2005年）[65]
- ミンナのテレビ（2005年4月 - 9月）
- 歌笑HOTヒット10→ウタワラ（日本テレビ、2005年 - 2007年）
- 芸能人対抗!家族のキズナ歌合戦（2016年4月 - 2017年3月、BS日テレ） - レギュラー審査員[69]

テレビ朝日
- 和田アキ子アワー（1991年 - 1992年）
- アッコ・純次の平成TV事典 三匹の子ブタ（1992年）
- 無敵なカップル（1992年）
- ビートたけしのTVタックル（バイク事故で休養していたビートたけしの代理司会、1994年9月5日）
- アッコの泣かしたろか!?（1996年 - 1998年）
- 禁断!ハダカの王様（1998年 - 1999年）
- 志村&所の戦うお正月（テレビ朝日・ABC）※黒柳徹子とパチンコ対決を行っていた
- 芸能人格付けチェック（朝日放送、不定期出演）[65]
- ビデオあなたが主役（不定期出演）

TBS
- 歌と笑いでつっぱしれ!（1972年）
- アッコ・古舘のゆうYOUサンデー!（1984年 - 1985年）
- 生だ!おもしろ特急便（1984年）
- アッコ 古舘のあっ!言っちゃった!（1985年）
- 世界・ふしぎ発見!（1986年 - 1988年）※準レギュラー
- 今晩は・WADAです（1989年）
- アッコのかるーく見てみたい（1989年 - 1990年）
- 怪傑黄金時間隊!!（1990年）
- 日本レコード大賞（1990年、TBSテレビ・ラジオ）※板東英二と共に司会
- オールスター感謝祭（1991年秋 - 1994年秋・1997年春・2005年春出場）※回答者
- おちゃのこサイサイ（1993年）
- クイズ悪魔のささやき（1994年 - 1996年）
- 快傑熟女!心配ご無用（1997年 - 2000年）
- しあわせ家族計画（1997年 - 2000年）
- オフレコ!（2000年 - 2002年）[65]
- 8時です!みんなのモンダイ（2004年）
- 全員正解!あたりまえクイズ（2005年 - 2006年）
- 個人授業 〜正しい和田アキ子の作り方〜 →個人授業II（2006年 - 2007年）
- 恐怖のアポなし訪問者 和田アキ子の今晩泊めろよコノヤロー!（2008年3月27日）
- 恐怖のアポなし訪問者 和田アキ子の今晩マジで泊まるぞコノヤロー!（2008年9月30日）

テレビ東京
- 独占スタージャック!→NEWスタージャック（1983年 - 1984年）
- 男と女と罪と罰!! 本当にあった隣の事件ファイル（2012年6月26日、ブラックマヨネーズと共に司会）
- ワダマヨの“私は絶対ダマされない”〜こっぴどくダマされた人から学ぶ10の法則〜（2013年11月22日、同上）

フジテレビ
- 夜のヒットスタジオ（1968年 - 1990年）
- 知ッテレビジョン
- 世界の常識・非常識!（1990年 - 1991年）
- ひらけ!GOMA王国（1995年 - 1996年）
- 世界超密着TV!ワレワレハ地球人ダ!!（2000年 - 2001年）
- 直撃!!ウワサの5人（2001年 - 2002年）[65]
- アングリー・セブン（2002年）
- 自信回復TV 胸はって行こう!（2002年）
- THEわれめDEポン
- ネプリーグ
- なるほど!ザ・ワールド（不定期出演）
- 世界の超豪華・珍品料理（不定期出演）
- B.C.ビューティー・コロシアム（レギュラー放送：2001年 - 2003年、フジテレビ）[65]

朝日放送
- ラブアタック!（1978年4月 - 1984年10月、ABC・テレビ朝日）※この番組を最後に大阪制作の全国ネットのレギュラー番組を持っていない

CS放送
- AKIKO WADA 50th ANNIVERSARY 「THE LEGEND OF SOUL」（2018年、歌謡ポップスチャンネル）

ネット番組
- 和田アキ子 最強バトル!（2009年5月 - 、モバイルTVBee TV）

### テレビドラマ
- うしろの正面だあれ（1969年、TBS）
- 銀河ドラマ「乱戦模様」（1970年、NHK総合） - 七重 役
- 世の中さかさま（1970年、関西テレビ） - 主演・池田典子 役
- おかしな四つ児（1971年、TBS）
- 女はつらいよ（1971年、TBS）
- 桃から生まれた桃太郎（1972年、NHK総合） - 桃子 役
- あんたがたどこさ（1973年：第1シリーズ、1975年：第2シリーズ、TBS）※「芸能界のお母さん」と尊敬して止まない山岡久乃と初共演した作品
- てんつくてん（1973年、日本テレビ）
- バーディー大作戦（1974年、TBS） - ココ 役
- ちょっとしあわせ（1974年 - 1975年、NET） - 小百合 役
- フライパンの唄（1975年、TBS）
- マチャアキの森の石松 第2話（1975年、NET）
- 明日の刑事 第47話（1977年、TBS）
- 翔べ! 必殺うらごろし（1978年、ABC） - 若 役 ※主題歌も担当
- 怒れ兄弟!（1979年、読売テレビ） - 週刊誌編集長 役
- 西遊記II 第21話（1980年、日本テレビ） - 鬼子母 役
- 噂の刑事トミーとマツ 第1シリーズ 第54話・第2シリーズ 第16話（TBS） - 麻薬取締官 役
- ライオン奥様劇場「ひまわり戦争」（1980年、フジテレビ） - 加納さくら 役 ※カメラマンであった飯塚と出会い翌年結婚、主題歌も担当
- 俺はおまわり君（1981年、日本テレビ） - 水野美子 役
- 女7人あつまれば（1982年 - 1983年、TBS系）
- 輝きたいの（1984年、TBS） - 鳴海ミチ 役
- スクール☆ウォーズ（1984年 - 1985年、TBS系） - 下田夕子 役
  - スクールウォーズ2（1990年 - 1991年、TBS） - 柴田 役
- 妻たちの課外授業（1985年：第1シリーズ、1986年：第2シリーズ、日本テレビ）
- 火曜サスペンス劇場「結婚」（1986年、日本テレビ）
- 木曜ゴールデンドラマ「姑VS嫁(2) 姑の心意気」（1986年、読売テレビ）
- ゴメンドーかけます（1989年、フジテレビ） - 主演・織田龍子 役
- ADブギ リターンズ（1992年、TBS） - 本人役（アッコにおまかせ!に出演する設定）
- 連続テレビ小説「ええにょぼ」（1993年、NHK総合） - 岩井初子 役
- 14ヶ月 妻が子供に還っていく 第1話（2003年、読売テレビ） - 女医 役 ※特別出演
- 和田アキ子 特別企画ドラマ ザ・介護番長（2005年、TBS） - 主演・大垣あかね 役
- 和田アキ子殺人事件（2007年、TBS） - 主演・和田アキ子 役
- 世にも奇妙な物語 25周年記念! 秋の2週連続スペシャル 傑作復活編「ハイ・ヌーン」（2015年、フジテレビ） - 男 役[70]
- 小さな巨人（2017年、TBS） - 金崎玲子 役

### 映画
- 不良番長 一獲千金（1970年） - エントツのアキ 役
- 女番長 野良猫ロック（1970年） - アコ 役
- 三匹の牝蜂（1970年） - ギターを弾く女 役
- コント55号とミーコの絶体絶命（1971年） - 薬局の娘 役
- [劇 花嫁戦争（1971年） - 長谷秋子 役
- としごろ（1973年） - 大和田章子 役
- お姐ちゃんお手やわらかに（1975年） - 三角アキコ 役
- 裸足のブルージン（1975年） - とし江 役
- キンキンのルンペン大将（1976年） - 職安の係員 役
- 喜劇 百点満点（1976年） - 福島秋子 役
- ミスターどん兵衛（1980年） - メーキャップ・ハナ子 役
- スタア（1986年） - 芳枝 役
- 極道の妻たちII（1987年） - 中年の女教師 役
- お日柄もよくご愁傷さま（1996年） - 入院患者 役

### 劇場アニメ
- スーパーマリオブラザーズ ピーチ姫救出大作戦（1986年） - クッパ大王 役

### ウェブテレビ
- 和田アキ子 史上初の誕生会生中継（2019年4月10日、AbemaTV）[71]

### ゲーム
- アッコでポン! 〜イカサマ放浪記〜（2008年、ニンテンドーDS・Wii用ソフト、サクセス） - 声の出演
- アッコの宇宙大戦争（2014年7月、iPhone・Android用ゲーム〈基本無料・一部有料コンテンツあり〉）

### 海外アニメ
- ザ・シンプソンズ MOVIE（2007年） - マージ・シンプソン 役

### ラジオ
- 和田アキ子のコントで許して
- 週刊トーク〜アッコとバンちゃん〜（TBSラジオ）[1]
- ハイ!アッコとバンちゃん（TBSラジオ）
- 歌謡大行進（文化放送）[注釈 33]
- 突撃!歌謡大行進（文化放送）[注釈 34]
- やじ馬交友録（文化放送）[1]
- 和田アキ子・結城貢の言いすぎたらごめん（文化放送）
- 必勝ホームランワイド 有楽町で逢いましょう（ニッポン放送）金曜日
- アッコ・胡口のナイター・ラジオ（1982年）
- 大杉・アッコのホームラン歌謡曲（ニッポン放送）
- アッコ・徳光のラジオ紅白歌合戦（2000年 - 2007年、ニッポン放送）
- ゴッドアフタヌーン アッコのいいかげんに1000回（1990年 - 、ニッポン放送）
- 板東・アッコのプロ野球界芸能界横断ウルトラクイズ（ニッポン放送）
- DJアッコのパニックスタジオ（1998年 - 2002年、TOKYO FM）
- Applause!〜週末の主役達へ〜（ジャパンエフエムネットワーク）
- Music storage (TOKYO FM)

### CM
- ハウス食品（ククレカレー） - 初代CMキャラクター
- フマキラー
- 大正製薬（ヴィックスサイネックス）
- 永谷園（広東風かに玉・すし太郎[注釈 35]・煮込みラーメン・麻婆春雨）
- リーブ21
- カシオ
- 日本通運
- 東洋羽毛
- サントリー（MDゴールデンドライ・ジョッキ生、オレンジエード）
- 明治（カール）
- DRAMATIC KYOTEI（競艇）
- 全日本空輸
- マルハン - アントニオ猪木との共演バージョンもある
- au（KDDI・沖縄セルラー電話連合） - 「auの学割」のCMにドッキリゲストとして出演（剛力彩芽、森三中、前田旺志郎と共演）
- 進撃の巨人 -自由への咆哮- (DeNA) - テレビアニメ版に原作の漫画には登場しない和田似の巨人が登場していることから話題となり、起用が実現した
  - 「現実の巨人 出現」篇
  - 「現実の巨人 走る」篇
- CHINTAI
- モンデリーズ・ジャパン（キシリクリスタル）[72][73]

### Web配信
- 田中圭24時間テレビ（2018年12月15日 - 12月16日、AbemaSPECIAL2） - 中華料理屋の店員 役[74][75]

## 書籍

### 著書
- 『和田アキ子だ!文句あっか!』日本文芸社、1983年。ISBN 4-537-00976-4 - 発行部数は120万部に達した。
- 『和田アキ子の“バ・カ・ダ・ネ”―よせばいいのに言っちゃった―』ワニブックス、1985年。
- 板東英二『言いたい放題アッコとバンちゃん』〈日音books〉、日音、1986年11月1日。ISBN 4-543-02508-3。
- 『みんな大好き』小学館、1987年2月10日。
- 『和田アキ子と28人のプロたち』スタジオシップ、1990年。
- 『5年目のハイヒール』扶桑社、1993年。ISBN 4-594-01265-5
- 『啓示』メディアファクトリー、2000年。ISBN 4-8401-0053-5 - ホリプロ40周年記念企画で刊行された書籍
- 『アッコの愛の説教部屋』PHP研究所、2004年。
- 『おとなの叱り方』PHP研究所、2008年。ISBN 978-4-569-69625-6
- 『禁煙アッコ 和田アキ子禁煙事件』宝島社、2009年。ISBN 978-4-7966-7202-3 - 構成 鈴木おさむ